# ダリア・ニコロディ
ダリア・ニコロディ（Daria Nicolodi, 1950年6月19日 - 2020年11月26日）は、イタリア・フィレンツェ出身の女優、脚本家。映画監督ダリオ・アルジェントとは公私にわたるパートナー関係を続け、間に女優のアーシア・アルジェントをもうけた。

## 来歴
1950年フィレンツェ生まれ。母方の祖父は作曲家アルフレード・カゼッラである。20歳の頃から女優として活動を始め、同年にフランチェスコ・ロージ監督の戦争映画『総進撃』（1970）で映画デビュー。その後も映画、演劇、TVドラマに出演し、エリオ・ペトリ監督の実存主義的なスリラー« La proprietà non è più un furto »（1973）で重要な役を演じて、女優として高い評価を受ける。1975年には怪奇サスペンス風のTVドラマ« Ritratto di donna velata »（1974）に主演し、この作品での演技も高く評価される。
私生活では60年代末から70年代初頭にかけて、建築家で舞台の美術監督でもあったマリオ・チェローリと恋愛関係になり、入籍はせずに未婚のまま娘アンナを1972年に出産する。しかしその後チェローリとの関係は破綻。1974年にニコロディが映画監督ダリオ・アルジェントと出会ったことで、ニコロディとチェローリの関係は終わりを迎えた。
1975年にニコロディはダリオ・アルジェントが企画する映画『サスペリアPART2』（1975）に女優として初めて出演する。同年にはダリオ・アルジェントとの間に、後に女優となる娘アーシア・アルジェントを出産。
ダリオ・アルジェントはもともと推理映画を得意とする監督であり、『サスペリアPART2』もこの分野に属するが、オカルトに造詣の深かったニコロディは彼の次回作として『サスペリア』（1976）を企画した。主人公のスージー役には脚本を担当したダリアが当初予定されていたが、米国の配給業者が米国で売りやすくするためアメリカ人の俳優を推薦し、ジェシカ・ハーパーを起用した。ニコロディにはスージーの友人サラ役が割り当てられたが、彼女はそれを拒否、オープニングの空港の1シーンのみカメオ出演している。
『サスペリア』は世界的に大ヒットし、その後もダリオがホラーの帝王と呼ばれるまでに代表作として多大な貢献をした。日本にもファンは多く、作家綾辻行人は『暗黒館の殺人』で、ダリア、ニコロディという別々の人物を登場させてオマージュを捧げている。『サスペリアPART2』のように快活なヒロインから無口で不気味な脇役まで役柄の幅は広い。
アルジェント作品の他にはマリオ・バーヴァ監督の『ザ・ショック』（1977）、レナート・カステラーニ監督によるジュゼッペ・ヴェルディの伝記ドラマ« Verdi »（1983）、エットレ・スコーラ監督の『マカロニ』（1985）、ランベルト・バーヴァ監督の『デモンズ・キラー/美人モデル猟奇連続殺人』（1987）などに出演。セルジオ・チッティ監督のコメディ« Il minestrone »（1981）ではロベルト・ベニーニと共演した。
アルジェントとの私生活での関係は『フェノミナ』（1984）の頃にはすでに破綻していたとされる。アルジェント作品への出演は『オペラ座/血の喝采』（1987）を最後に途絶えていたが、晩年には関係を改善し『サスペリア・テルザ 最後の魔女』（2007）に出演した。
2020年11月26日、死去。娘のアーシアが自身のインスタグラムでその訃報を公表した。

## 主な出演作品
- サスペリアPART2 Deep Red (1975)
- ザ・ショック Schock (1977)
- インフェルノ Inferno (1980)
- シャドー Shadow Tenebrae (1982)
- フェノミナ Phenomena (1985)
- マカロニ Maccheroni (1985)
- アルジェント・ザ・ナイトメア 鮮血のイリュージョン Dario Argento's World of Horror (1986)
- オペラ座/血の喝采 Terror at the Opera Opera (1987)
- デモンズ・キラー/美人モデル猟奇連続殺人 Le foto di Gioia (1987)
- パガニーニ・ホラー 呪いの旋律 Paganini Horror (1988)
- スカーレット・ディーバ Scarlet Diva (2000)
- ダリオ・アルジェント 鮮血の魔術師 Dario Argento: An Eye for Horror (2000)
- サスペリア・テルザ 最後の魔女 The Mother of Tears  La terza madre (2007)